# Arcis-sur-Aube (tổng)
Tổng Arcis-sur-Aube là một tổng của Pháp nằm ở tỉnh Aube trong vùng Grand Est.
Tổng này được tổ chức xung quanh Arcis-sur-Aube ở quận Troyes. Độ cao biến thiên từ 105 m (Voué) đến 181 m (Voué) với độ cao trung bình là 112 m.

## Hành chính
| Giai đoạn | Ủy viên         | Đảng          | Tư cách |
| --------- | --------------- | ------------- | ------- |
| 2004-2010 | Joseph Gradassi | Divers droite |         |

## Các đơn vị hành chính
Tổng Arcis-sur-Aube bao gồm 22 xã với dân số 8 804 người (điều tra năm 1999, dân số không tính trùng).
| Xã                          | Dân số | Mã bưu chính | Mã insee |
| --------------------------- | ------ | ------------ | -------- |
| Allibaudières               | 269    | 10700        | 10004    |
| Arcis-sur-Aube              | 2 841  | 10700        | 10006    |
| Aubeterre                   | 167    | 10150        | 10015    |
| Champigny-sur-Aube          | 59     | 10700        | 10077    |
| Charmont-sous-Barbuise      | 676    | 10150        | 10084    |
| Le Chêne                    | 198    | 10700        | 10095    |
| Feuges                      | 206    | 10150        | 10149    |
| Herbisse                    | 149    | 10700        | 10172    |
| Mailly-le-Camp              | 1 423  | 10230        | 10216    |
| Montsuzain                  | 286    | 10150        | 10256    |
| Nozay                       | 109    | 10700        | 10269    |
| Ormes                       | 193    | 10700        | 10272    |
| Poivres                     | 155    | 10700        | 10293    |
| Pouan-les-Vallées           | 444    | 10700        | 10299    |
| Saint-Étienne-sous-Barbuise | 118    | 10700        | 10338    |
| Saint-Remy-sous-Barbuise    | 140    | 10700        | 10361    |
| Semoine                     | 180    | 10700        | 10369    |
| Torcy-le-Grand              | 414    | 10700        | 10379    |
| Torcy-le-Petit              | 84     | 10700        | 10380    |
| Villette-sur-Aube           | 175    | 10700        | 10429    |
| Villiers-Herbisse           | 90     | 10700        | 10430    |
| Voué                        | 428    | 10150        | 10442    |

## Thông tin nhân khẩu
| 1962                                                     | 1968  | 1975  | 1982  | 1990  | 1999  |
| -------------------------------------------------------- | ----- | ----- | ----- | ----- | ----- |
| 8 169                                                    | 8 863 | 9 022 | 9 284 | 8 825 | 8 804 |
| Nombre retenu à partir de 1962 : dân số không tính trùng |       |       |       |       |       |